# سووتو
سِوِتو یا سِویتو(‎/səˈwɛtoʊ, -ˈweɪ-, -ˈwiː-/‎) ناحیه‌ای حاشیه‌نشین در شهر ژوهانسبورگ آفریقای جنوبی است که مجاور با کمربند معدنی جنوب شهر است. نام آن برگرفته از مخفف انگلیسی ناحیهٔ جنوب غربی(South western township) است.